# 二十・十二面体

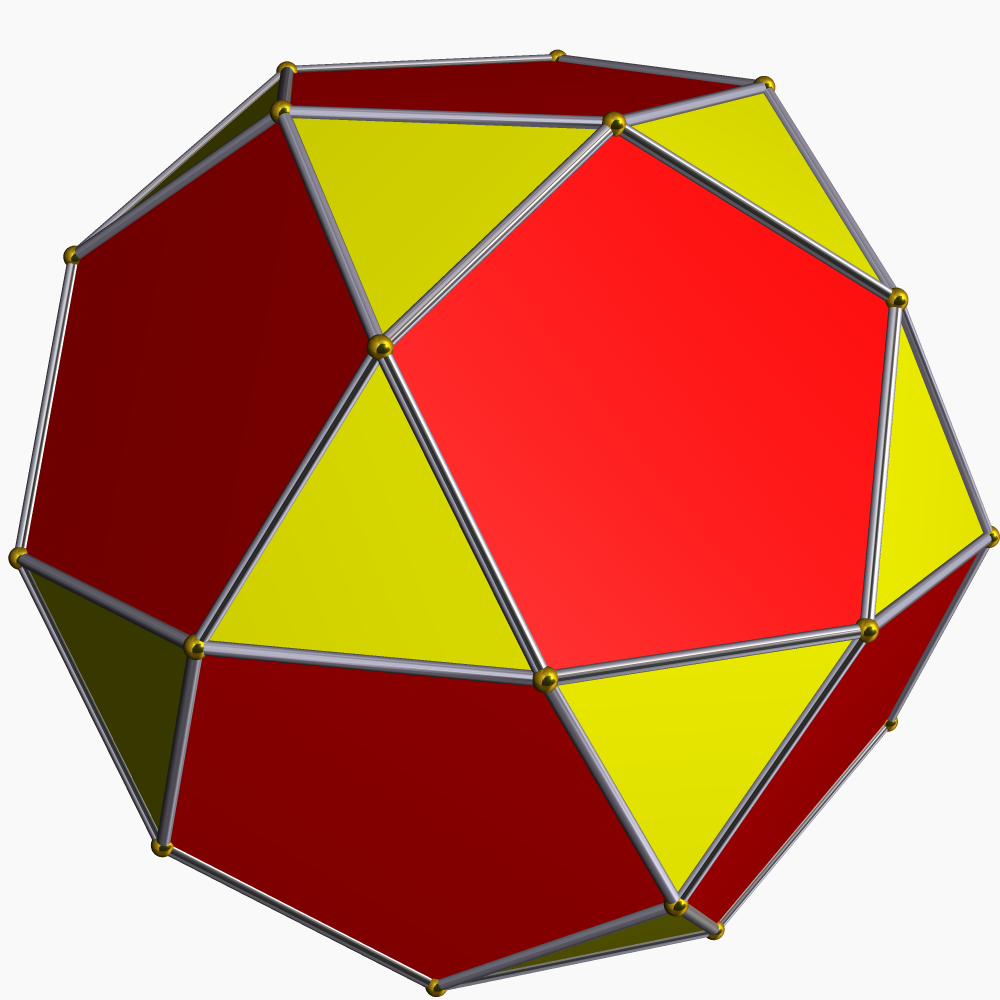
赤い面は正十二面体由来、黄色い面は正二十面体由来

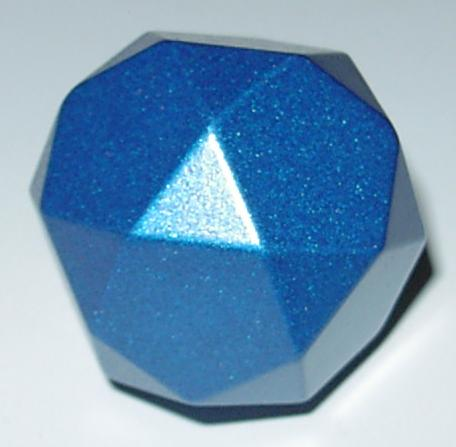
二十・十二面体サイコロ

二十・十二面体（にじゅうじゅうにめんたい、英: icosidodecahedron）、または異相双五角丸塔（いそうそうごかくまるとう、英: pentagonal gyrobirotunda）とは、半正多面体、準正多面体の一種で、正十二面体または正二十面体の各頂点を辺の中心まで切り落とした立体である。
2つの正五角丸塔を底面同士で36°ずらして張り付けた形にもなっている。
二十・十二面体の赤道にあたる辺は正十角形を作り、これは6面ある。
二十・十二面体はレオナルド・ダ・ヴィンチが最初に描いたとされる。

## 性質
- 表面積: 一辺を{\displaystyle a}とすると {\displaystyle S=(5{\sqrt {3}}+3{\sqrt {25+10{\sqrt {5}}}})a^{2}}
- 体積: 一辺を{\displaystyle a}とすると{\displaystyle V={{45+17{\sqrt {5}}} \over {6}}a^{3}}
- 外接球半径: 一辺を2とすると{\displaystyle {\sqrt {5}}+1}

## 頂点が共通となる立体

### 辺も共通

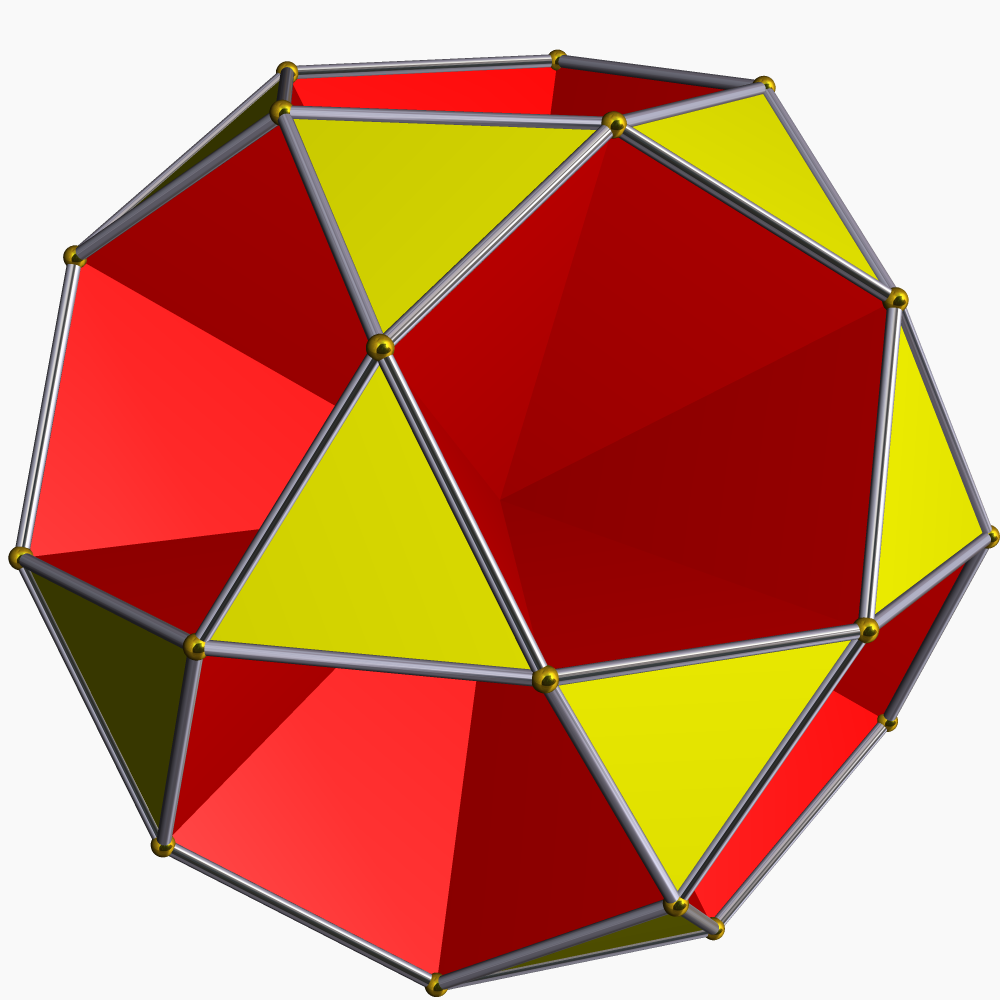
小二十面半十二面体 （二十・十二面体と正三角形が共通）
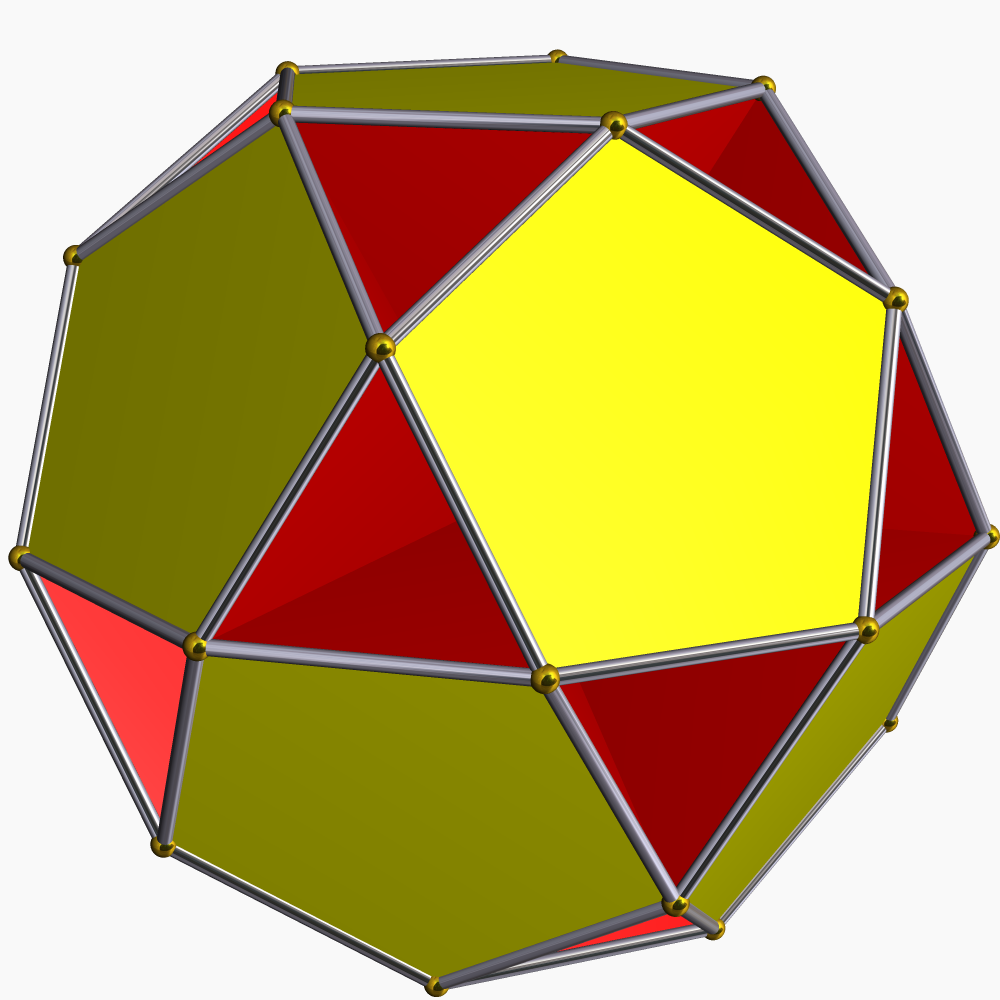
小十二面半十二面体 （二十・十二面体と正五角形が共通）

### 頂点のみ共通

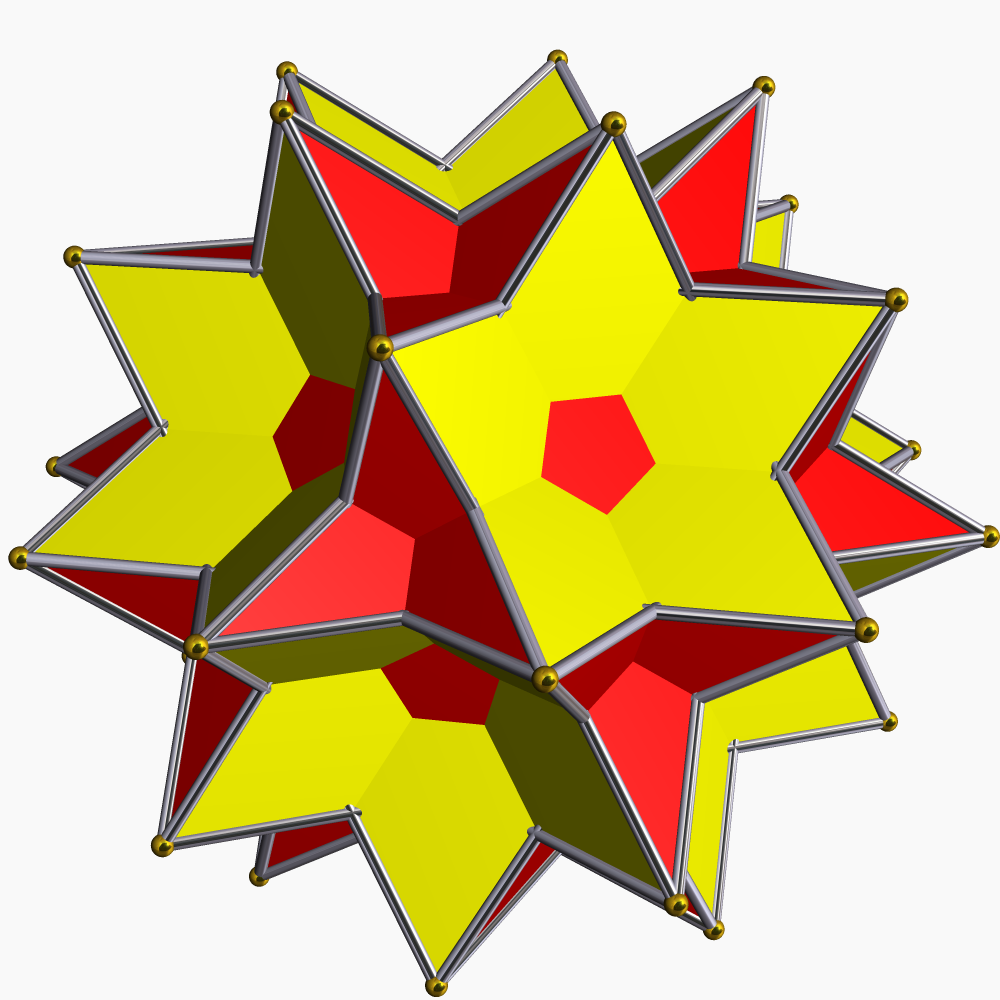
大二十・十二面体 （大二十面体または大星型十二面体に対して同じ事を行ったもの）
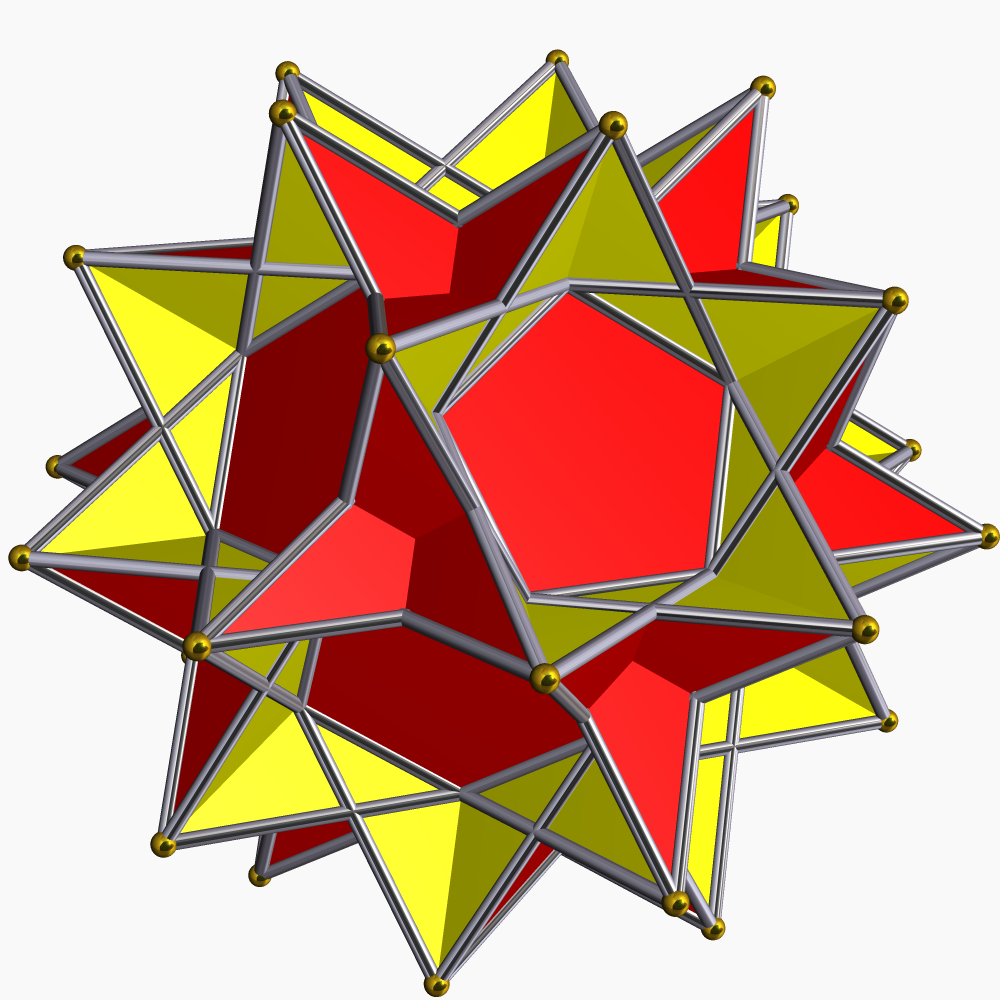
大十二面半十二面体 （大二十・十二面体と星型五角形が共通）
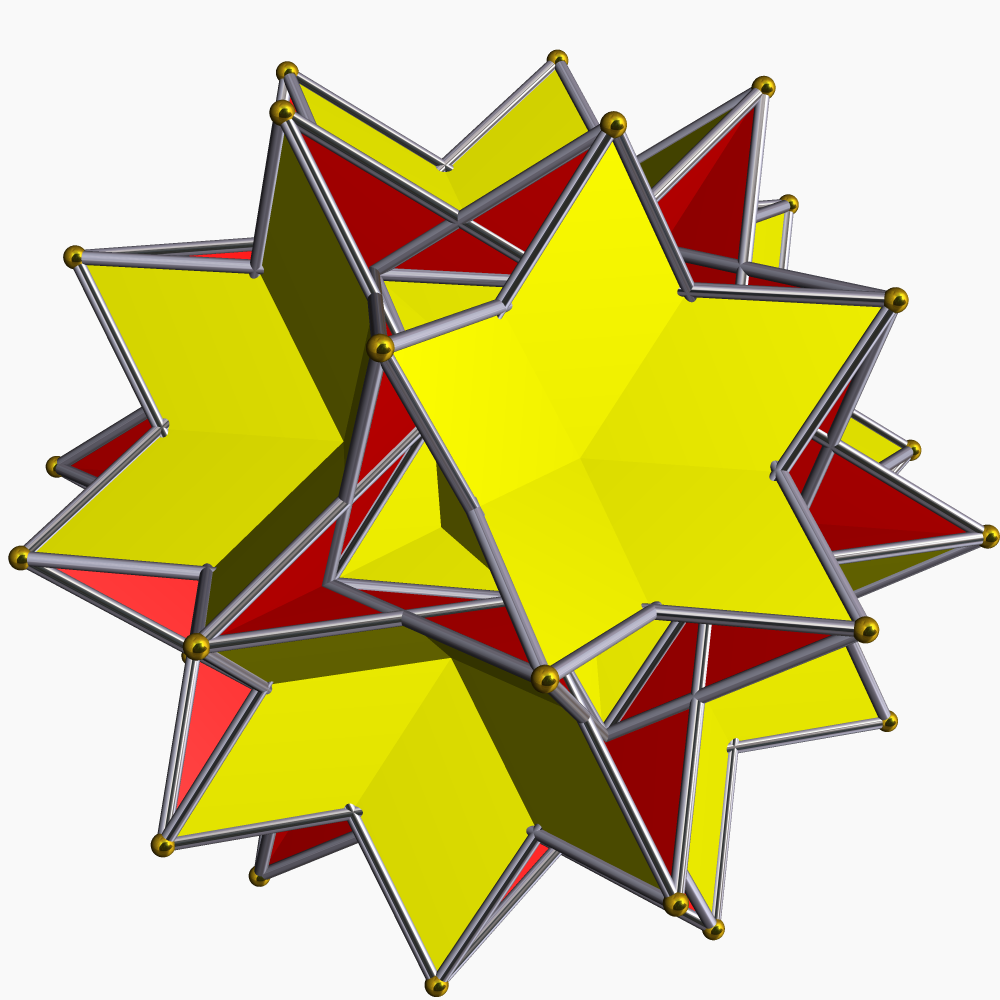
大二十面半十二面体 （大二十・十二面体と正三角形が共通）
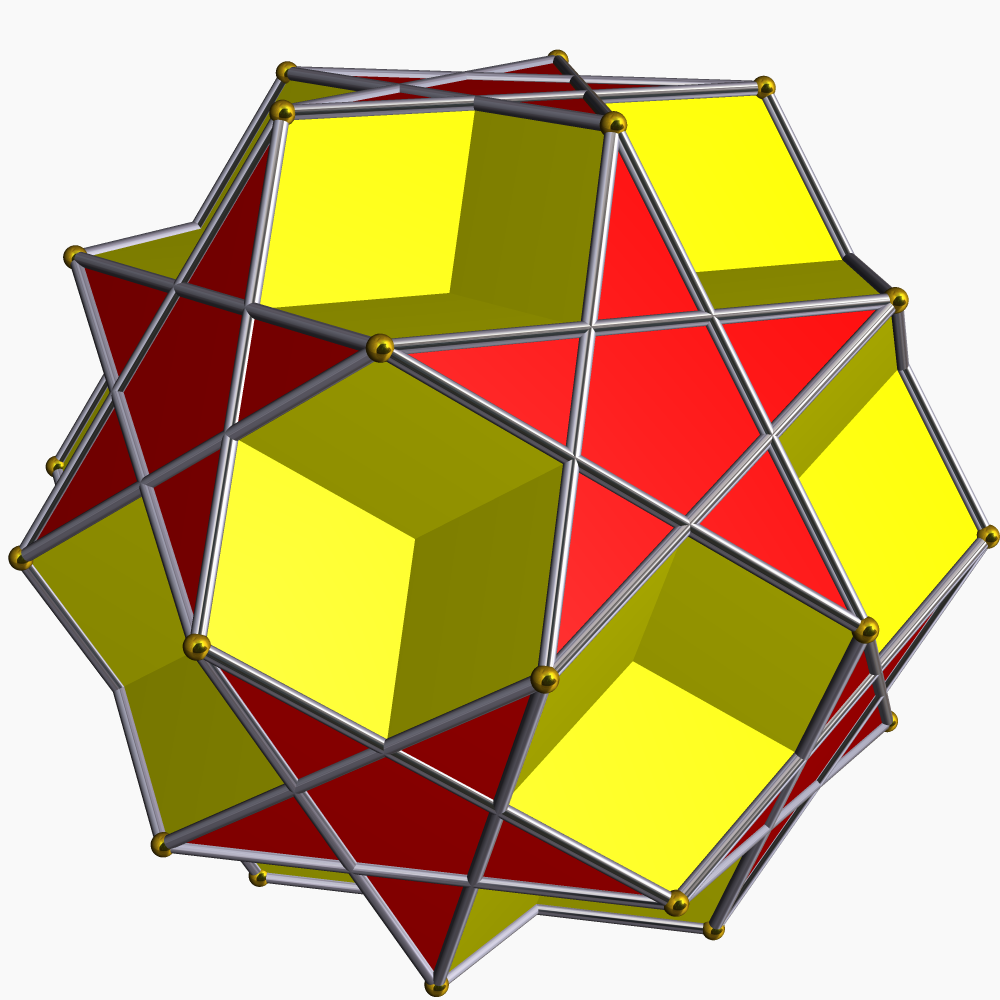
十二・十二面体 （大十二面体または小星型十二面体に対して同じ事を行ったもの）
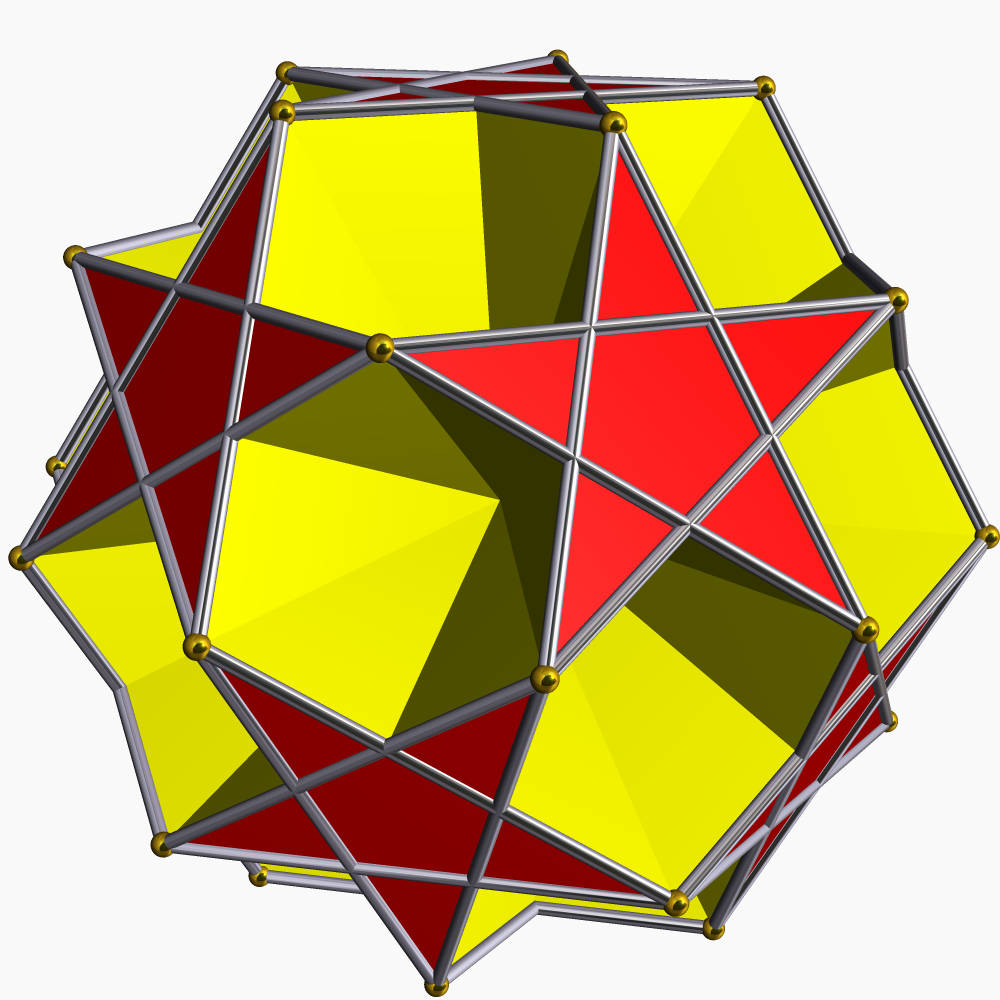
小十二面半二十面体 （十二・十二面体と星型五角形が共通）
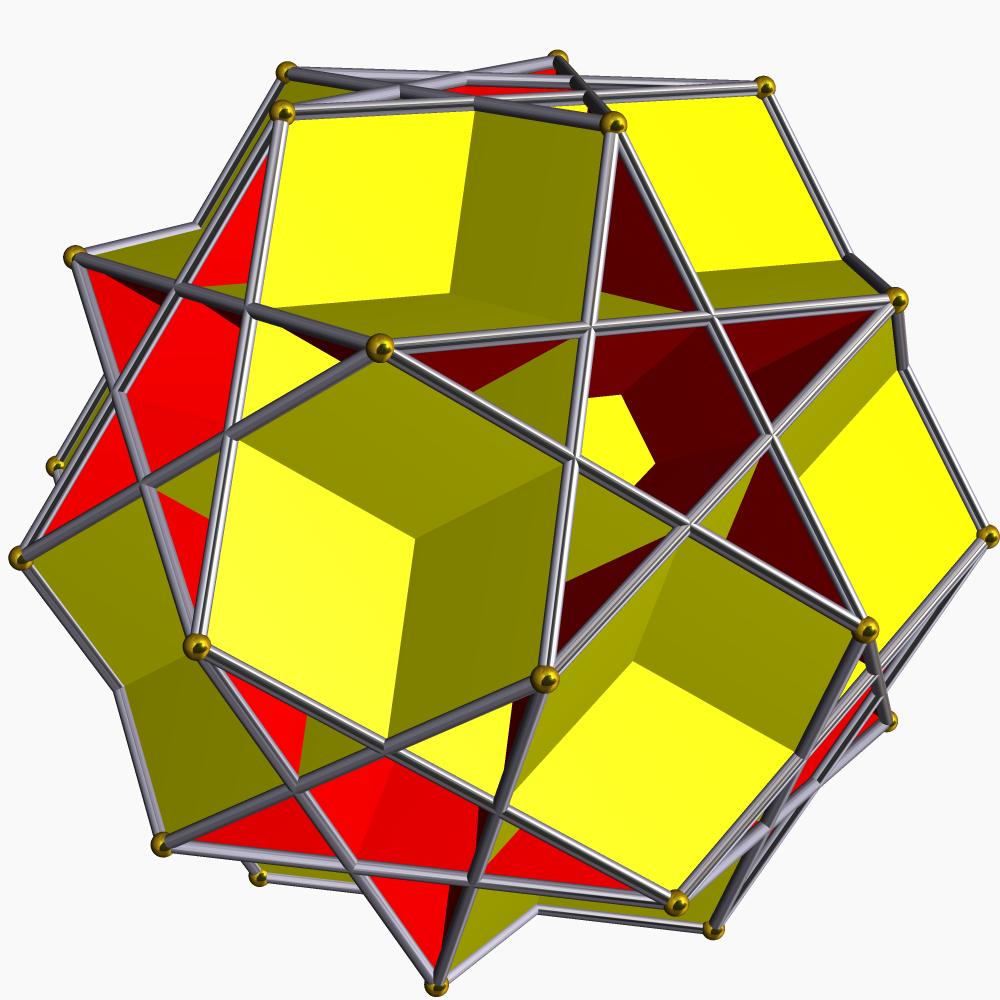
大十二面半二十面体 （十二・十二面体と正五角形が共通）
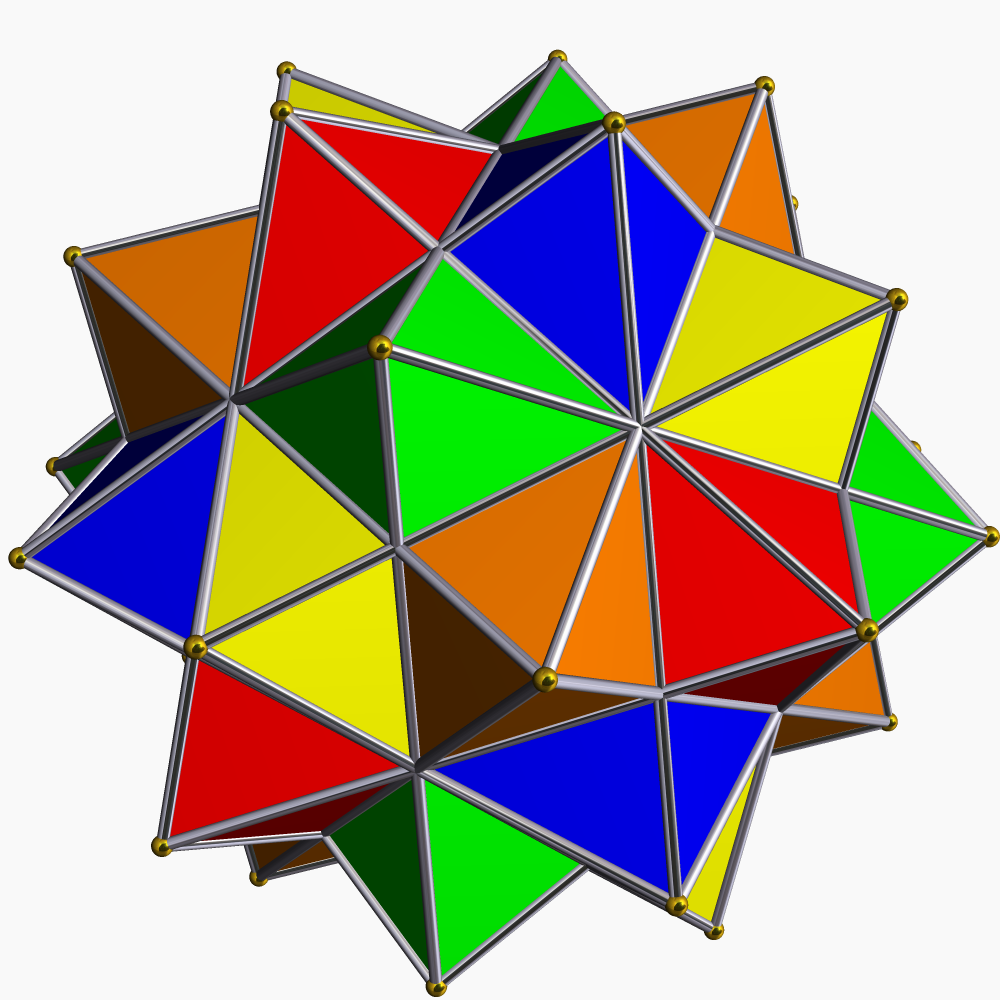
5個の正八面体による複合多面体
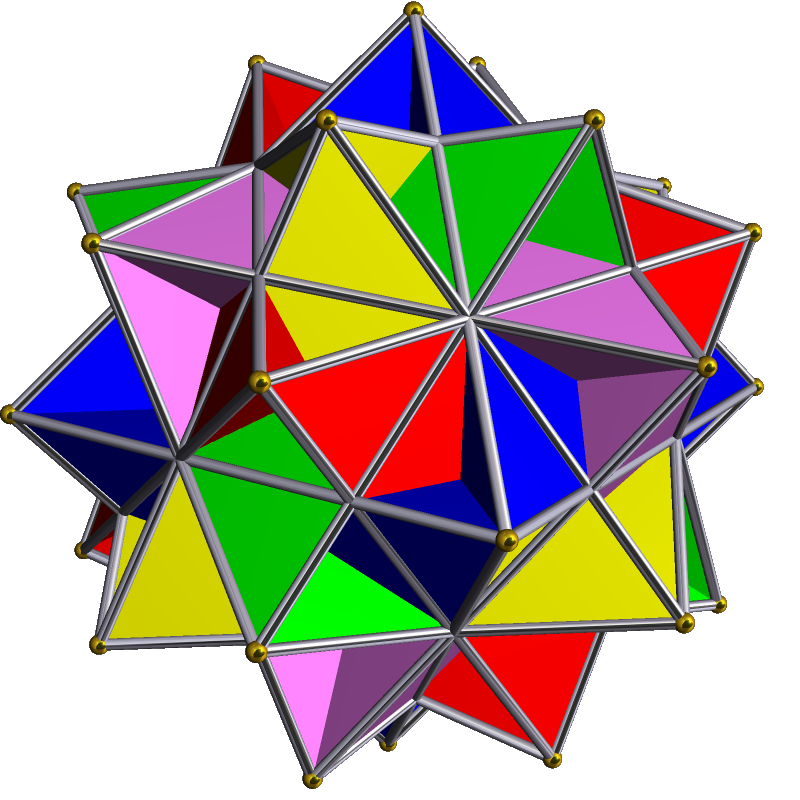
5個の四面半六面体による複合多面体

## 派生的な立体

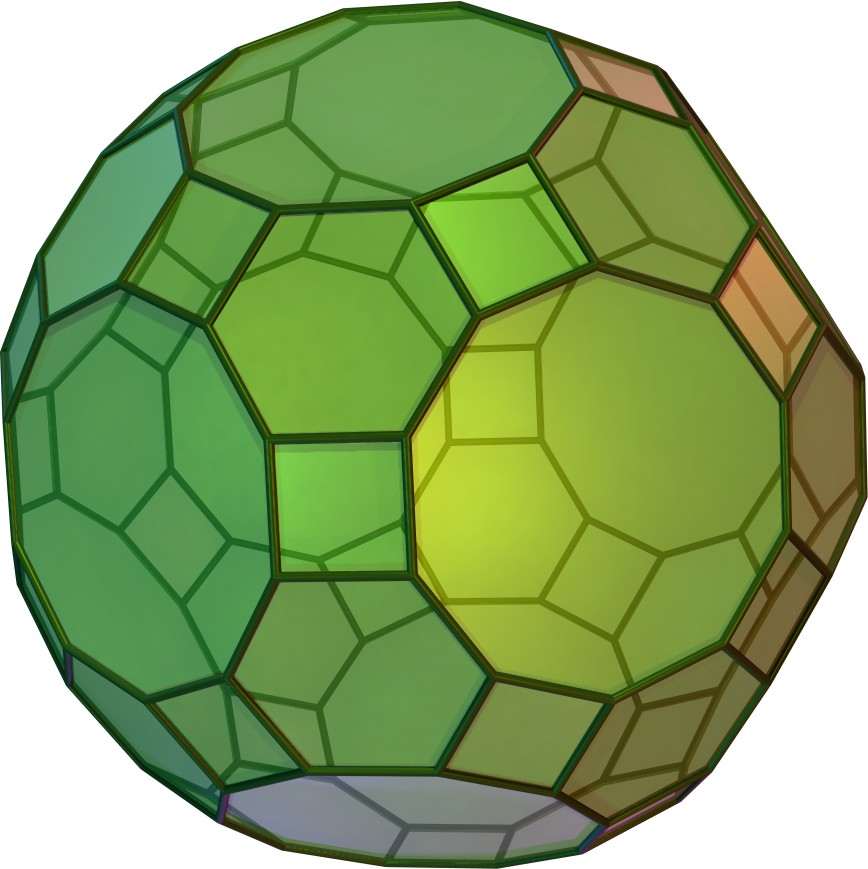
斜方切頂二十・十二面体 tr{5, 3}
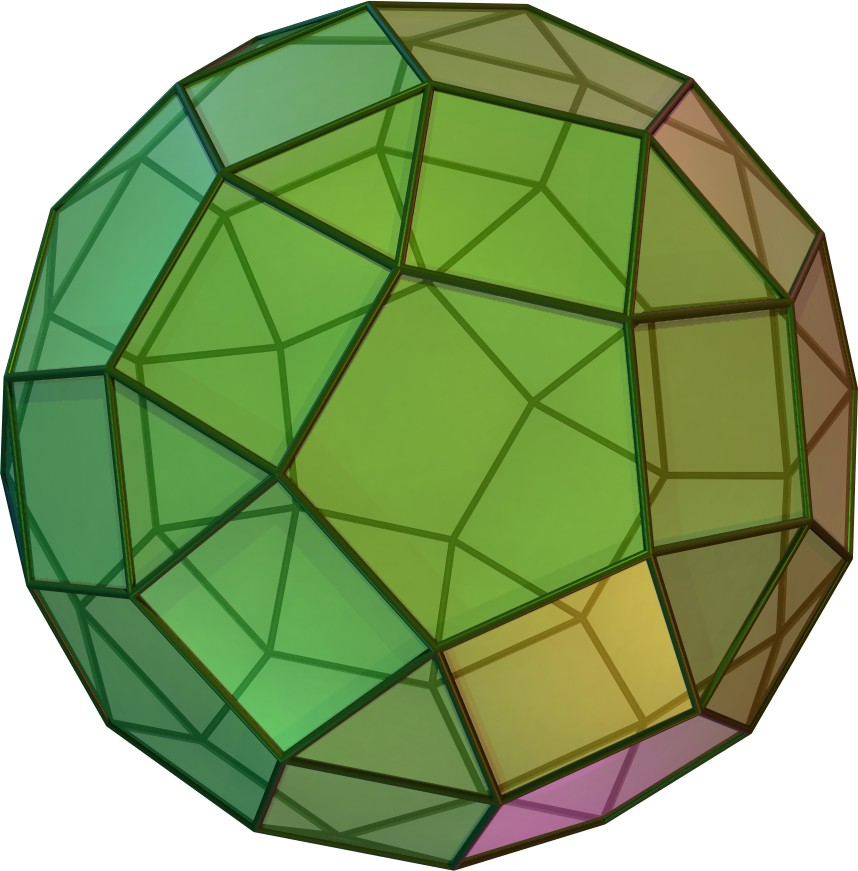
斜方二十・十二面体 rr{5, 3}
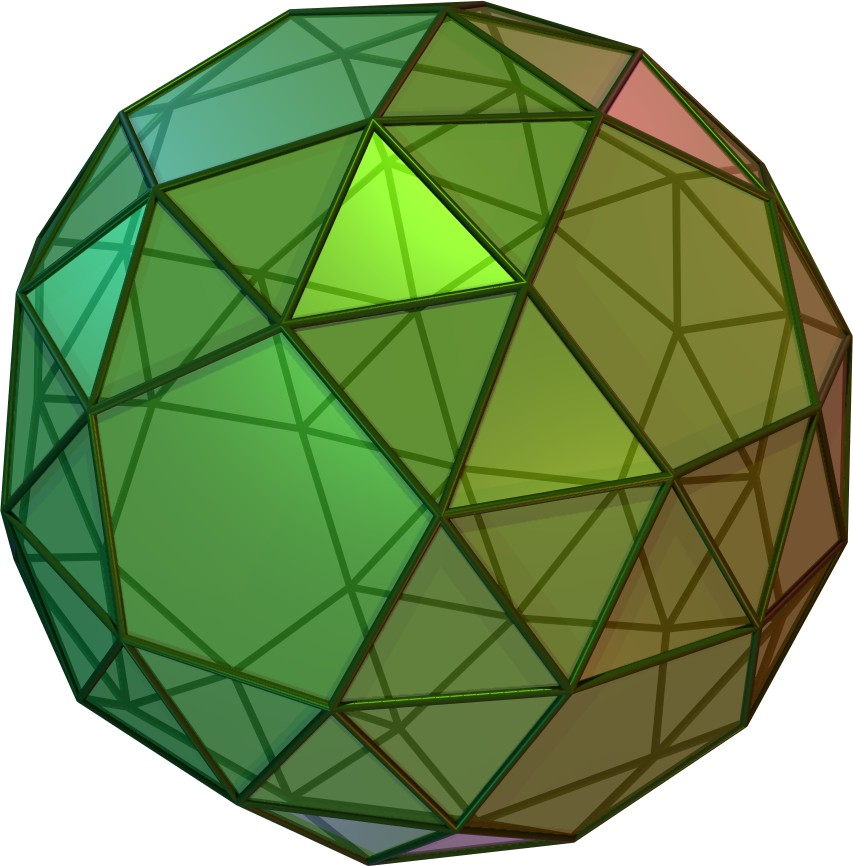
変形十二面体 sr{5, 3}
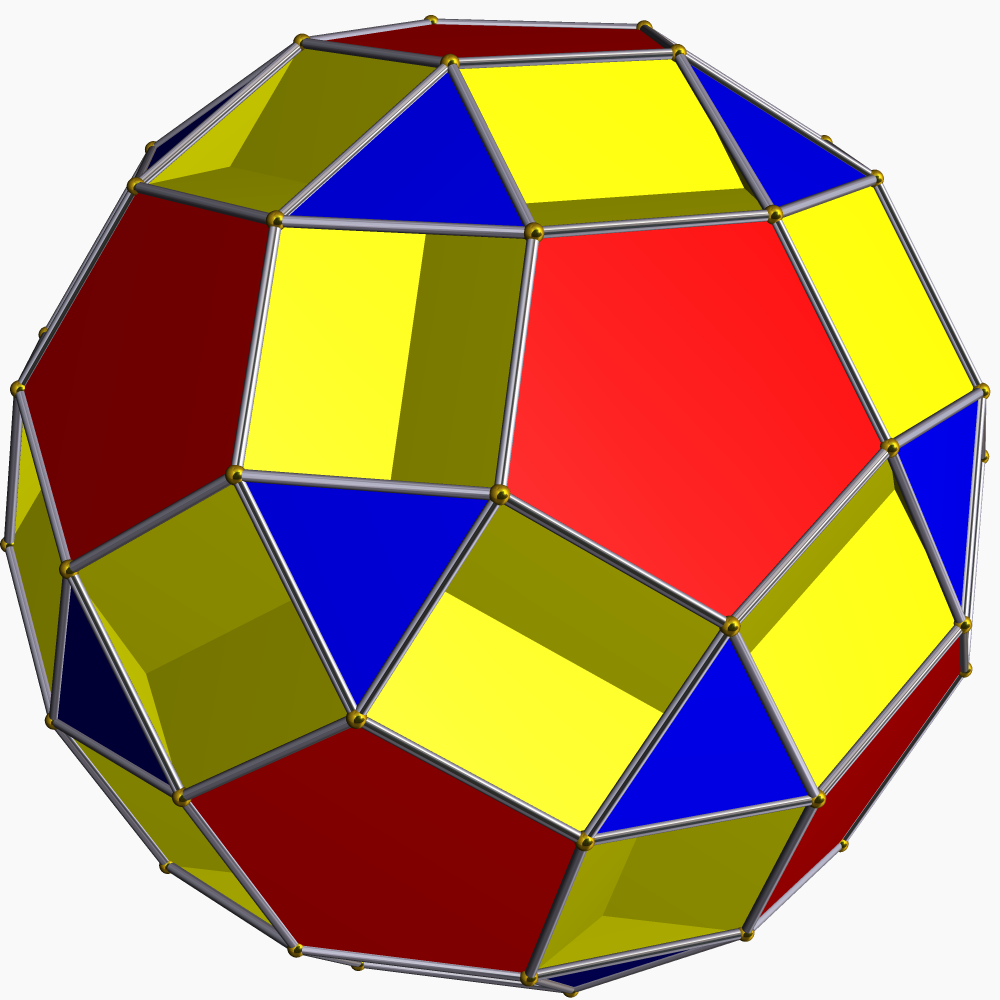
小十二・二十・十二面体
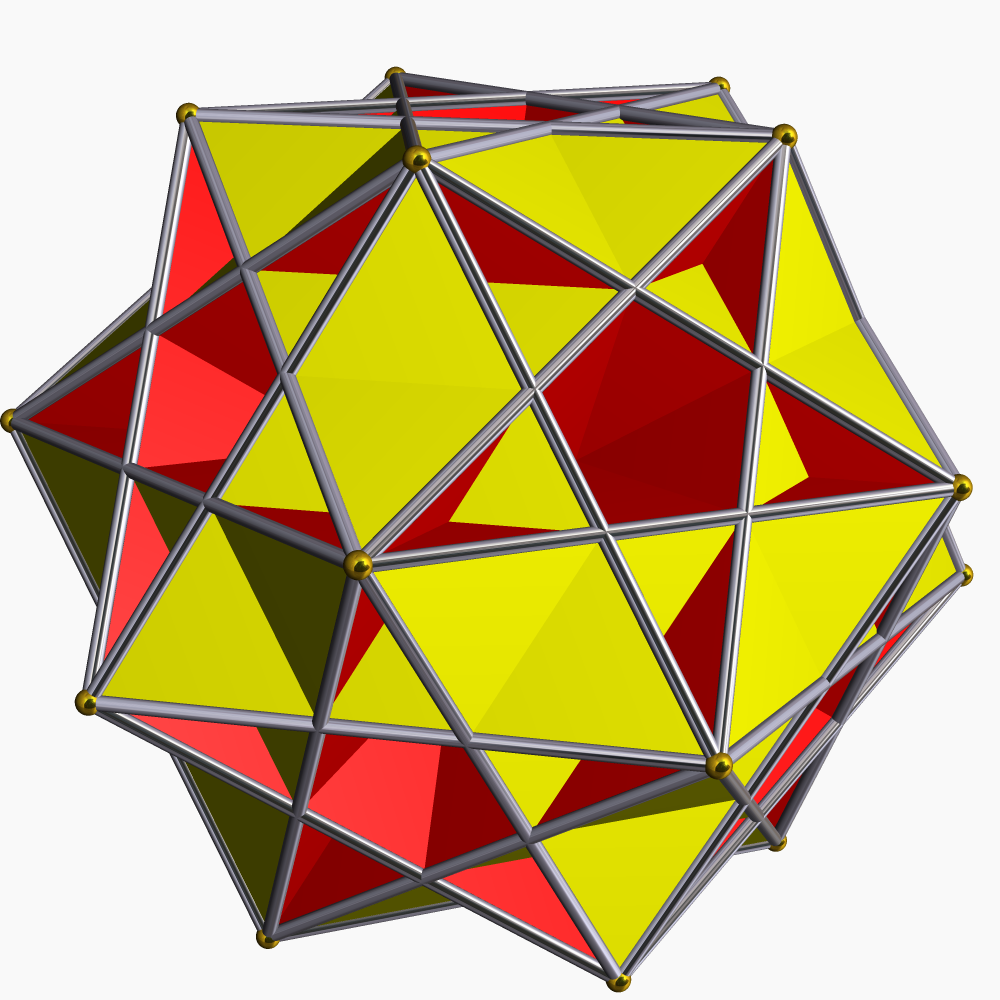
大二重三角二十・十二面体
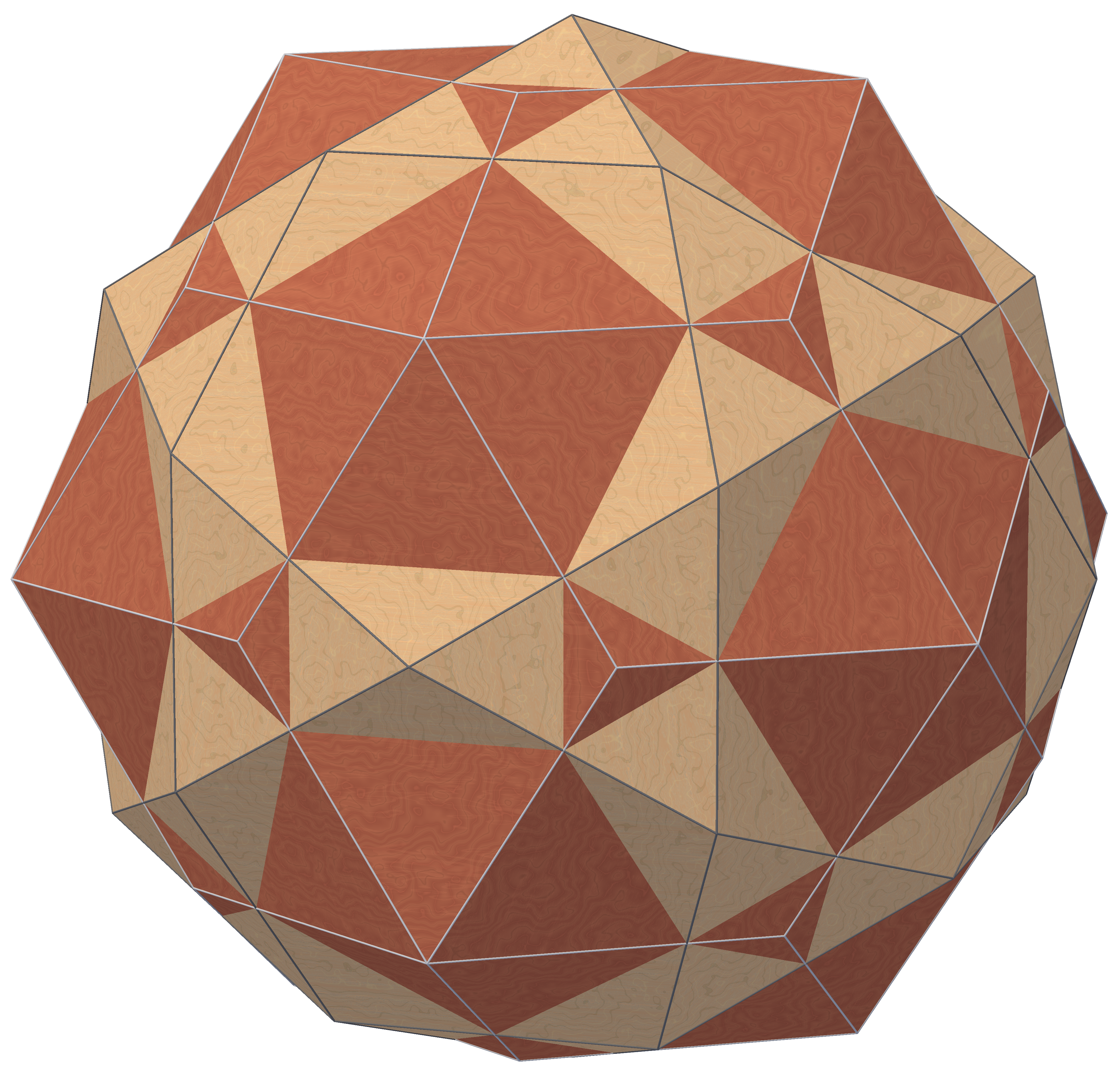
二十・十二面体と菱形三十面体による複合多面体
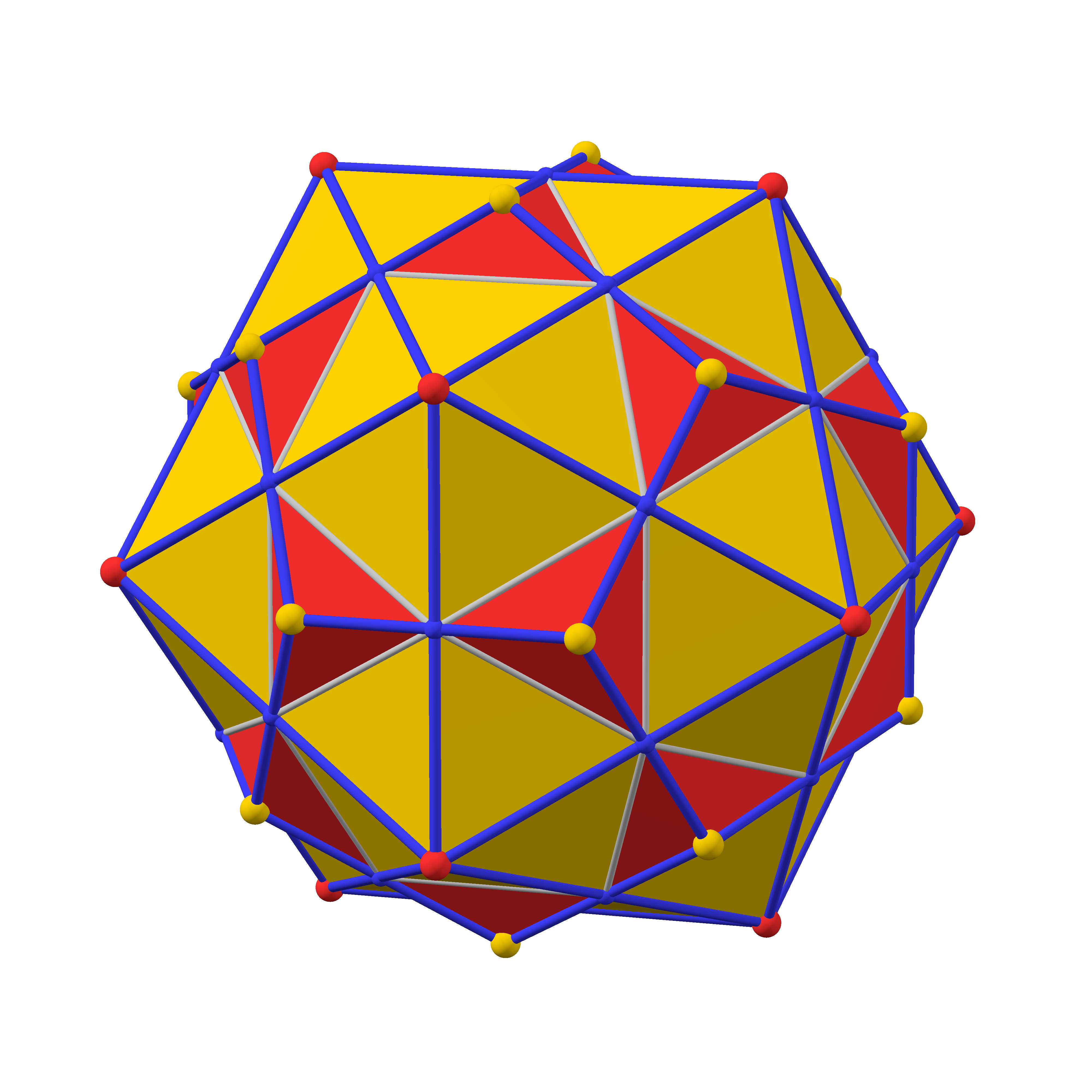
正十二面体と正二十面体による複合多面体 （最初の星型）

## 近縁となるジョンソンの立体

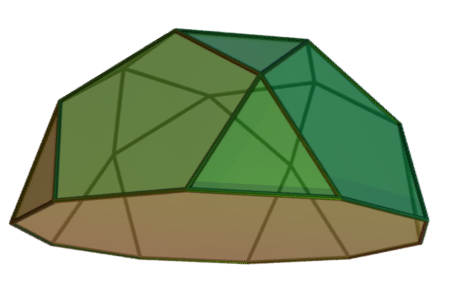
正五角丸塔 （半分に割る）
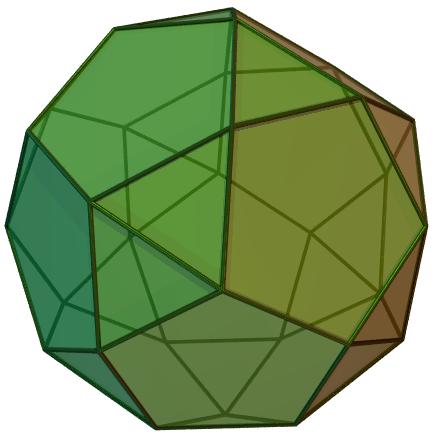
同相双五角丸塔 （片側を36°回す）
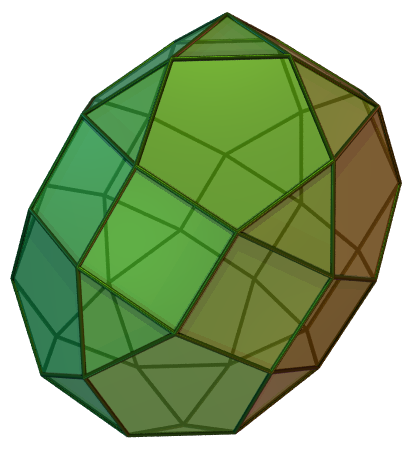
異相双五角丸塔柱 （間に角柱を追加）
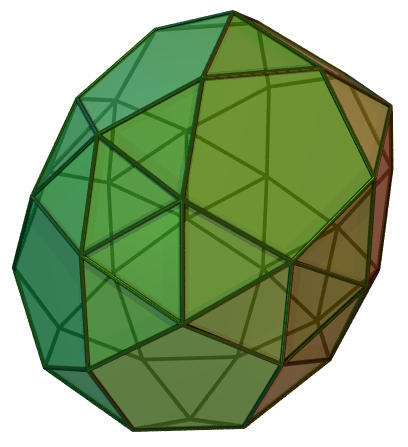
双五角丸塔反柱 （片側を18°ねじり、間に反角柱を追加）